# Hässle backe
Hässle backe är ett naturreservat strax väster om Herrviks fiskeläge på Östergarnslandet på Gotland.
Hässle backe bildades 2002, är på 21 hektar och ligger på sluttningen sydväst om Herrviks fiskeläge. På öppna hällmarker växer olika grässorter, som fårsvingel, vårbrodd och darrgräs. Orkidéer i naturreservatet är S:t Pers nycklar och salepsrot.
Huvudargumenten för att bilda naturreservatet var att bevara:
- områdets alvarkaraktär och dess flora,
- en av landets få lokaler med alvar-placodlav,
- en av landets få lokaler med liten kraterlav, och
- en förekomst av styv kalkmossa.